# Rejon sudżański
Rejon sudżański (ros. Суджанский район) – jednostka administracyjna wchodząca w skład obwodu kurskiego w Rosji.
Centrum administracyjnym rejonu jest miasto Sudża.

## Geografia
Powierzchnia rejonu wynosi 994,73 km².
Graniczy z rejonami: korieniewskim, lgowskim, bolszesołdatskim, biełowskim (obwód kurski) i z Ukrainą.
Głównymi rzekami są: Sudża (47 km nurtu w rejonie), Psioł (34 km), Snagosć (22 km), Worobża (28 km), Iwica (23 km), Łoknia (26 km), Małaja Łoknia (24 km), Smierdica (17 km), Rżawa (9 km), Olesznia (12 km), Konopielka (16 km).

## Historia
Rejon powstał w roku 1928, a w skład nowo powstałego obwodu kurskiego wszedł w 1934.
Po inwazji Rosji na Ukrainę, która rozpoczęła się w 2022 roku, rejon sudżański wielokrotnie był miejscem ataków na terytorium Rosji ze względu na bliskość granicy z Ukrainą. Na początku sierpnia 2024 roku rozpoczęła się ukraińska ofensywa w tym regionie, która szybko posuwała się naprzód wobec słabo przygotowanej obrony, w wyniku czego miasto Sudża i część rejonu sudżańskiego znalazły się pod ukraińską okupacją.

## Demografia
W 2018 rejon zamieszkiwało 26 689 mieszkańców, z czego 5759 na terenach miejskich.

## Miejscowości
W skład rejonu wchodzą: 1 osiedle miejskie (miasto Sudża), 16 osiedli wiejskich (sielsowietów) i 81 wiejskich miejscowości.
| Sielsowiet        | Centrum administracyjne  | Pozostałe miejscowości |
| ----------------- | ------------------------ | --- |
| Borkowski         | Borki                    | Spalnoje |
| Worobżański       | Worobża                  | Czornyj Olech, Niżniemachowo, Osipowa Łuka, Siemionowka                                                                                   |
| Gonczarowski      | Gonczarowka              | Kuriłowka, Miełowoj, Podoł |
| Gujewski          | Gujewo                   | Gornal |
| Kazaczełokniański | Kazaczja Łoknia          | Bogdanowka, Jużnyj, 2-oj Kniażyj, Kubatkin, Zazulewka                                                                                     |
| Małołokniański    | Małaja Łoknia            | Krugleńkoje, Nikołajewka, Nikolskij, Nowaja Soroczina, Staraja Soroczina, Wiktorowka                                                      |
| Martynowski       | Martynowka               | Michajłowka |
| Machnowski        | Machnowka                | Czerkasskaja Konopielka, Dmitriukow, Fansiejewka, Kołmakow, Russkaja Konopielka                                                           |
| Nowoiwanowski     | Nowoiwanowka             | Aleksandrija, Leonidowo, Pokrowskij, Tołstyj Ług, Zielonyj Szlach                                                                         |
| Plechowski        | Plechowo                 | – |
| Pogriebski        | Pogriebki                | Chitrowka, Gienierałowka, Djakowka, Iwnica, Isakowka, Kamyszewka, Krasnyj Posiołok, Marjewka, Maszkino, Mierzłowka, Nowosiołowka, Orłowka |
| Porieczeński      | Czerkasskoje Poriecznoje | Bachtinka, Iwaszkowskij, Kiriejewka, Kosica, Leontjewka, Nowoczerkasskij, Prawda, Russkoje Poriecznoje, Zielonyj                          |
| Swierdlikowski    | Swierdlikowo             | Darjino, Lebiediewka, Łoknia, Niżnij Klin, Nikołajewo-Darjino                                                                             |
| Ułankowski        | Ułanok                   | – |
| Zamostjański      | Zamostje                 | Agronom, Bondariewka, Mirnyj, Puszkarnoje                                                                                                 |
| Zaoleszeński      | Zaoleszenka              | Gogolewka, 1-yj Kniażyj, Olesznia, Rubanszczina                                                                                           |